# Jean-Claude Lefèbvre (pilota automobilistico)
Jean-Claude Lefèbvre (Nanterre, 7 gennaio 1945) è un ex pilota di rally e copilota di rally francese, insieme alla italiana Fabrizia Pons è tra le sole due persone mai riuscite a conquistare punti nel mondiale WRC, sia come pilota che come copilota.

## Biografia
Ha disputato prove nel campionato del mondo rally, come pilota dal 1973 al 1981 e come navigatore, nel 1976 e 1978.

## Palmarès

### Punti nel mondiale rally
| # | Anno | Ruolo      | Rally                            | Pilota/Copilota      | Vettura              | Pos. | Pt.   |
| - | ---- | ---------- | -------------------------------- | -------------------- | -------------------- | ---- | ----- |
| 1 | 1976 | Navigatore | Safari Rally                     | Jean-Pierre Nicolas  | Peugeot 504 TI       | 9º   | [ 3 ] |
| 2 | 1976 | Pilota     | Rally internazionale del Marocco | Gérard Flocon        | Peugeot 505 TI       | 5º   | [ 3 ] |
| 3 | 1978 | Navigatore | Safari Rally                     | Jean-Pierre Nicolas  | Peugeot 504 V6 Coupé | 1º   | 9     |
| 4 | 1980 | Pilota     | Rally d'Argentina                | Christian Delferrier | Peugeot 504 V6 Coupé | 5º   | 8     |
| 5 | 1980 | Pilota     | Rally della Costa d'Avorio       | Christian Delferrier | Peugeot 504 V6 Coupé | 8º   | 3     |
| 4 | 1981 | Pilota     | Safari Rally                     | Christian Delferrier | Peugeot 504 V6 Coupé | 6º   | 6     |

## Risultati nel WRC
| 1975 | Scuderia | Vettura                                 |   |  |  |  |     |  |  |  |  |  |  |  |  |  |  |  | Punti | Pos. |
| ---- | -------- | --------------------------------------- | - |  |  |  | --- |  |  |  |  |  |  |  |  |  |  |  | ----- | ---- |
| 1975 |          | Alpine-Renault A110 Ford Escort RS 2000 | ? |  |  |  | Rit |  |  |  |  |  |  |  |  |  |  |  | [ 6 ] |      |

| 1976 | Scuderia            | Vettura                                        |     |  |  |   |  |   |  |  |     |  |  |  |  |  |  |  | Punti       | Pos. |
| ---- | ------------------- | ---------------------------------------------- | --- |  |  | - |  | - |  |  | --- |  |  |  |  |  |  |  | ----------- | ---- |
| 1976 | Automobiles Peugeot | Alpine-Renault A110 Peugeot 504 Peugeot 104 ZS | Rit |  |  | 9 |  | 5 |  |  | Rit |  |  |  |  |  |  |  | [ 6 ] [ 8 ] |      |

| 1977 | Scuderia | Vettura        |  |  |  |  |  |  |  |  |  |    |  |  |  |  |  |  | Punti | Pos. |
| ---- | -------- | -------------- |  |  |  |  |  |  |  |  |  | -- |  |  |  |  |  |  | ----- | ---- |
| 1977 |          | Peugeot 104 ZS |  |  |  |  |  |  |  |  |  | 10 |  |  |  |  |  |  |       |      |

| 1978 | Scuderia                                             | Vettura                             |  |  |   |     |  |  |  |  |     |  |  |  |  |  |  |  | Punti | Pos. |
| ---- | ---------------------------------------------------- | ----------------------------------- |  |  | - | --- |  |  |  |  | --- |  |  |  |  |  |  |  | ----- | ---- |
| 1978 | Marshalls (EA) Ltd. Automobiles Peugeot Peugeot Esso | Peugeot 504 Coupé V6 Peugeot 104 ZS |  |  | 1 | Rit |  |  |  |  | Rit |  |  |  |  |  |  |  | [ 8 ] |      |

| 1979 | Scuderia                         | Vettura              |  |  |  |    |  |  |  |  |  |  |  |     |  |  |  |  | Punti | Pos. |
| ---- | -------------------------------- | -------------------- |  |  |  | -- |  |  |  |  |  |  |  | --- |  |  |  |  | ----- | ---- |
| 1979 | Marshalls (EA) Ltd. Peugeot Esso | Peugeot 504 Coupé V6 |  |  |  | 12 |  |  |  |  |  |  |  | Rit |  |  |  |  | 0     |      |

| 1980 | Scuderia            | Vettura              |  |  |  |  |     |   |  |  |  |  |  |   |  |  |  |  | Punti | Pos. |
| ---- | ------------------- | -------------------- |  |  |  |  | --- | - |  |  |  |  |  | - |  |  |  |  | ----- | ---- |
| 1980 | Automobiles Peugeot | Peugeot 504 Coupé V6 |  |  |  |  | Rit | 5 |  |  |  |  |  | 8 |  |  |  |  | 11    | 25º  |

| 1981 | Scuderia            | Vettura              |  |  |  |   |  |  |  |  |  |  |  |  |  |  |  |  | Punti | Pos. |
| ---- | ------------------- | -------------------- |  |  |  | - |  |  |  |  |  |  |  |  |  |  |  |  | ----- | ---- |
| 1981 | Marshalls (EA) Ltd. | Peugeot 504 Coupé V6 |  |  |  | 6 |  |  |  |  |  |  |  |  |  |  |  |  | 6     | 33º  |

| Legenda | 1º posto | 2º posto | 3º posto | A punti | Senza punti | Ritirato | Squalificato | NP=Non partito C=Gara cancellata | Apice=Power stage |